# Jefim Babuszkin
Jefim Adrianowicz (Andrianowicz) Babuszkin (ros. Ефим Адрианович (Андрианович) Бабушкин, ur. 26 grudnia 1880 we wsi Niżnaja Tojma w gubernia wiackiej, zm. 31 lipca 1927 w Jessentukach) – rosyjski rewolucjonista.

## Życiorys
Od 1891 pracował w bibliotece w Głazowie, a od 1899 w warsztatach kolejowych w Permie, 1900 związał się z ruchem socjaldemokratycznym. Od 1902 członek SDPRR, działał w Baku, skąd 1904 na polecenie Zakaukaskiego Komitetu SDPRR wyjechał za granicę, 1904-1905 był członkiem i sekretarzem klubu bolszewików w Paryżu, gdzie 19 listopada 1904 poznał Lenina. Zajmował się przewożeniem rewolucyjnej literatury, 1905 aresztowany na granicy z Rosją podczas próby powrotu, skazany na zesłanie, zbiegł. Od listopada 1905 prowadził działalność rewolucyjną m.in. w Petersburgu, Niżnym Nowogrodzie, Makariewie i Moskwie, ponownie aresztowany i w styczniu 1910 skazany na zesłanie do Ust´-Kut w guberni irkuckiej, skąd nielegalnie przeniósł się do Irkucka, gdzie wraz z Pawłem Postyszewem prowadził aktywną propagandę rewolucyjną. W lutym 1917 udał się do Władywostoku, gdzie prowadził działalność rewolucyjną, później pracował w Iżewsku, gdzie był sekretarzem jaczejki bolszewickiej w fabryce broni. W lipcu-sierpniu 1917 był delegatem na 6 Zjazd SDPRR z ramienia iżewskiej organizacji partyjnej, w sierpniu 1917 na polecenie władz partyjnych udał się do Taszkentu, następnie do Kokandu, gdzie założył i został kierownikiem miejscowej organizacji bolszewickiej. Od stycznia 1918 przewodniczący Rady Kokandzkiej, brał aktywny udział w rozbiciu "Autonomii Kokandzkiej", później kierował Kokandzkim Komitetem Rewolucyjnym. Po obaleniu władzy bolszewików w Kokandzie przez zwolenników organizacji "Szuroi Islomi" ukrywał się do 9 lutego 1918, gdy organizacja "autonomistów" kokandzkich została rozbita. W kwietniu 1918 był delegatem na 5 Zjazd Rad Turkiestanu, od 6 czerwca 1918 przewodniczący Komitetu Miejskiego RKP(b) w Kokandzie, w czerwcu 1918 był delegatem na I Zjazd Komunistycznej Partii Turkiestanu z ramienia kokandzkiej organizacji partyjnej. Od września 1918 do 1919 konsul generalny TASRR w Iranie, 1919 aresztowany przez żołnierzy angielskiej misji wojskowej i jako zakładnik wysłany do Indii, później osadzony w więzieniu w Londynie. Po zwolnieniu, w drodze do Rosji został aresztowany przez Finów, w maju 1921 zwolniony. Od 1 września 1922 do lipca 1923 zarządca Wotskiego Obwodowego Biura Banku Państwowego, 1923-1925 zarządca "Iransowbanku" w Iranie, później zarządca oddziału Banku Państwowego w Saratowie